# Ihriel
Ihriel, celým jménem Heidi Solberg Tveitan (* 31. května, 1972), je norská zpěvačka a skladatelka a dříve také členka experimentální skupiny Peccatum (kde zpívala, hrála na klávesy a napsala většinu textů). Nyní se věnuje svému sólovému projektu Star of Ash. Ihriel je manželkou Ihsahna z black metalové skupiny Emperor, s nímž založili vlastní nahrávací společnost Mnemosyne Productions.

## Život
Ihriel po mnoho let studovala hudbu i zpěv. V roce 1998 zakložila skupinu Peccatum – dalšími členy byli její manžel Ihsahn (Vegard Sverre Tveitan) a její bratr Lord PZ (Pål Solberg). Krátce poté skupina Peccatum uzavřela smlouvu s nahrávací firmou Candlelight Records a bylo vydáno první album Strangling from Within. Následovalo turné po Evropě a Americe a postupně vyšly další čtyři alba a EP.
V roce 2000 Ihriel vystupovala na Mystic Art Festivalu v Polsku a v roce 2001 na Inferno Festivalu v Norsku. V roce 2001 také uzavřela smlouvu s labelem Jester Records a vznikl její sólový projekt Star of Ash. První album s názvem Iter.Viator vyšlo v roce 2002 a spolupracovala na něm řada hostujících umělců – mimo jiné i členové skupin Emperor a Ulver.
4. dubna 2006 se Peccatum oficiálně rozpadla. Členové skupiny se chtěli věnovat dalším projektům. V říjnu téhož roku Ihriel oznámila spolupráci s japonským kyberpunkovým spisovatelem Kenjim Siratorim. Siratori napsal text ke skladbě 'Neo Drugismo', která se objevila na druhém albu Star of Ash nazvaném The Thread.
Další hudební spolupráce vznikla mezi Ihsahnem, Ihriel a norským folkovým skladatelem Grimenem (celým jménem Knut Buen). V roce 2007 vydali pod názvem Hardingrock album Grimen. Tento experimentální projekt zahrnuje folk, metal, experimentální rock i recitaci. Tradiční housle, text a melodie založené na norské mytologické tematice jsou zde přetaveny do zajímavé nové formy.
Počátkem roku 2009 Star Of Ash nahrál soundtrack k irskému filmu Ulterior. Tento soundtrack oficiálně vyšel v květnu téhož roku.
Ihriel v současnosti žije se svým manželem v norském Notoddenu a pracuje na dalším hudebním materiálu.

## Diskografie

### Peccatum
- Strangling from Within – (1999)
- Oh, My Regrets [EP] – (2000)
- Amor Fati – (2001)
- Lost in Reverie – (2004)
- The Moribund People (EP) – (2005)

### Star of Ash
- Iter.Viator – (2002)
- The Thread – (2008)

### Hardingrock
- Grimen – (2007)